# Ren'ai Shashin
«Renai Shashin» (恋愛写真 Fotografía de Amor?) es el sencillo n.º 13 de la cantante japonesa Ai Ōtsuka, lanzado al mercado el día 25 de octubre del año 2006 bajo el sello avex trax en formatos CD y CD+DVD.

## Detalles
El tema fue utilizado como imagen de la película "Tada, Kimi wo Aishiteru" de Toei. Curiosamente es la misma frase que Ai dice en el coro de la canción. Aparte de esta película, "Renai Shashin" también fue utilizada al interior del comercial de Toshiba, para su producto "W45T(au)", así como también dentro de comerciales para Music.co.jp.
El 2007 el tema ganó dos premios de los MTV Video Music Awards 2007, en las categorías de Mejor Video Pop y Mejor Video de una Película.

## Canciones
1. «Renai Shashin» (恋愛写真?)
2. «Hanikami Jane» (ハニカミジェーン?)
3. «Haneari Tamago» (羽ありたまご?) (Live version)
4. «Renai Shashin» (恋愛写真?) (Instrumental)
5. «Hanikami Jane» (ハニカミジェーン?) (Instrumental)

- Datos: Q1142474